# Rubielos de la Cérida
Rubielos de la Cérida es un municipio y localidad española de la provincia de Teruel, en la comunidad autónoma de Aragón. El término municipal, ubicado en la comarca del Jiloca, tiene una población de 26 habitantes (INE 2024).

## Geografía
La localidad se sitúa a unos 76,9 km de Teruel. Tiene un área de 66.90 km² con una población de 32 habitantes (INE 2022) y una densidad de 0,47 hab./km². El código postal es 44166.

## Historia
En el año 1248, por privilegio de Jaime I, este lugar se desliga de la dependencia de Daroca, pasando a formar parte de Sesma de Barrachina en la Comunidad de Aldeas de Daroca, que en 1838 fue disuelta.
A mediados del siglo XIX, la villa tenía contabilizada una población de 468 habitantes. Aparece descrita en el decimotercer volumen del Diccionario geográfico-estadístico-histórico de España y sus posesiones de Ultramar de Pascual Madoz de la siguiente manera:

RUBIELOS DE LA CÉRIDA: v. con ayunt. en la prov. de Teruel (9 1/2 leg.), part. jud. de Segura (6), dióc. y aud. terr. de Zaragoza (20) y c. g. de Aragon. sit. en medio de la carretera que de Teruel sube á Calamocha, al pie de un cabezo llamado de San Cristóbal; su clima es frio, y las 
enfermedades mas frecuentes las intermitentes y catarrales. Se compone de unas 100 casas de mediana construccion, entre ellas la del ayunt.; una escuela de instruccion primaria concurrida por 30 niños; una gran laguna en medio del pueblo de cerca de 40 palmos de prefundidad, en cuyas aguas se crian escelentes tencas; una fuente muy abundante; tiene una igl. parr. (San Miguel y Sta. Bárbara) servida por un cura de concurso y provision ordinaria, y un cementerio que en nada perjudica á la salud pública. Confina el térm. por el N. con el de Cossa; E. los de Lidon y Cucalon; S. Aguaton y Bueña, y O. Villafranca y Monreal del Campo; hay en él varias fuentes de escelentes aguas. El terreno participa de monte y llano; las tierras son muy fuertes para el cultivo, y en ellas se crian abundantes pastos para los ganados y mucho monte carrascal y sabinar. Los caminos generalmente comunican á los pueblos limítrofes, siendo casi todos de herradura. El correo se recibe por Calamocha. prod.: trigo, cebada, avena y algun cáñamo; hay bastante ganado lanar y de pelo, y mucha caza menor y bastantes colmenas que dan escelente miel. pobl.: 117 vec., 468 alm. riqueza imp.: 69,488 rs.
(Madoz, 1849, p. 586)

## Demografía
Rubielos de la Cérida cuenta con una población de 26 habitantes (INE 2024).
| Gráfica de evolución demográfica de Rubielos de la Cérida entre 1842 y 2021                                                                                             |
| |
| Población de derecho según los censos de población del INE Población de hecho según los censos de población del INEEn este censo se denominaba Rubielos de Lérida: 1842 |

## Administración y política
| Período   | Alcalde                | Partido |  |
| --------- | ---------------------- | ------- |  |
| 1979-1983 | Miguel Aranda Catalán  | UCD     |  |
| 1983-1987 |                        |         |  |
| 1987-1991 |                        |         |  |
| 1991-1995 |                        |         |  |
| 1995-1999 |                        |         |  |
| 1999-2003 |                        |         |  |
| 2003-2007 |                        |         |  |
| 2007-2011 |                        |         |  |
| 2011-2015 | Juan José Ramo Cervera | PAR     |  |

| Partido político    | Partido político                                   | 2003   | 2007   | 2011   | 2015   |
| Partido político    | Partido político                                   | Ediles | Ediles | Ediles | Ediles |
|                     | Partido Aragonés (PAR)                             | 1      | 1      | 2      | 2      |
|                     | Partido de los Socialistas de Aragón (PSOE-Aragón) | —      | —      | 1      | 1      |
|                     | Partido Popular de Aragón (PP)                     | —      | —      | —      | —      |
| Total de concejales | Total de concejales                                | 1      | 1      | 3      | 3      |

## Lugares de interés
- Iglesia de San Miguel, edificio gótico renacentista del siglo XVI.
- Ermita de Santa Bárbara.
- Ermita de Santa Ana.
- Ermita de San Cristóbal.
- Mirador del Torretón.
- Sima de Rubielos de la Cerida.
- Fuente Vieja.
- Fuente del Pez.
- Rambla Lahoz.
- Vista panorámica y Ruecas.
- Roquillas y La Salobre
- Peirón de San Pedro.

## Fiestas
- Santa Bárbara, 4 de diciembre.
- San Fabián y San Sebastián, 20 de enero.
- Virgen de la Merced, 20 de agosto.